# Freren
Freren é uma cidade da Alemanha localizada no distrito de Emsland, estado da Baixa Saxônia.
É membro e sede do Samtgemeinde de Freren.